# Andreas Achenbach

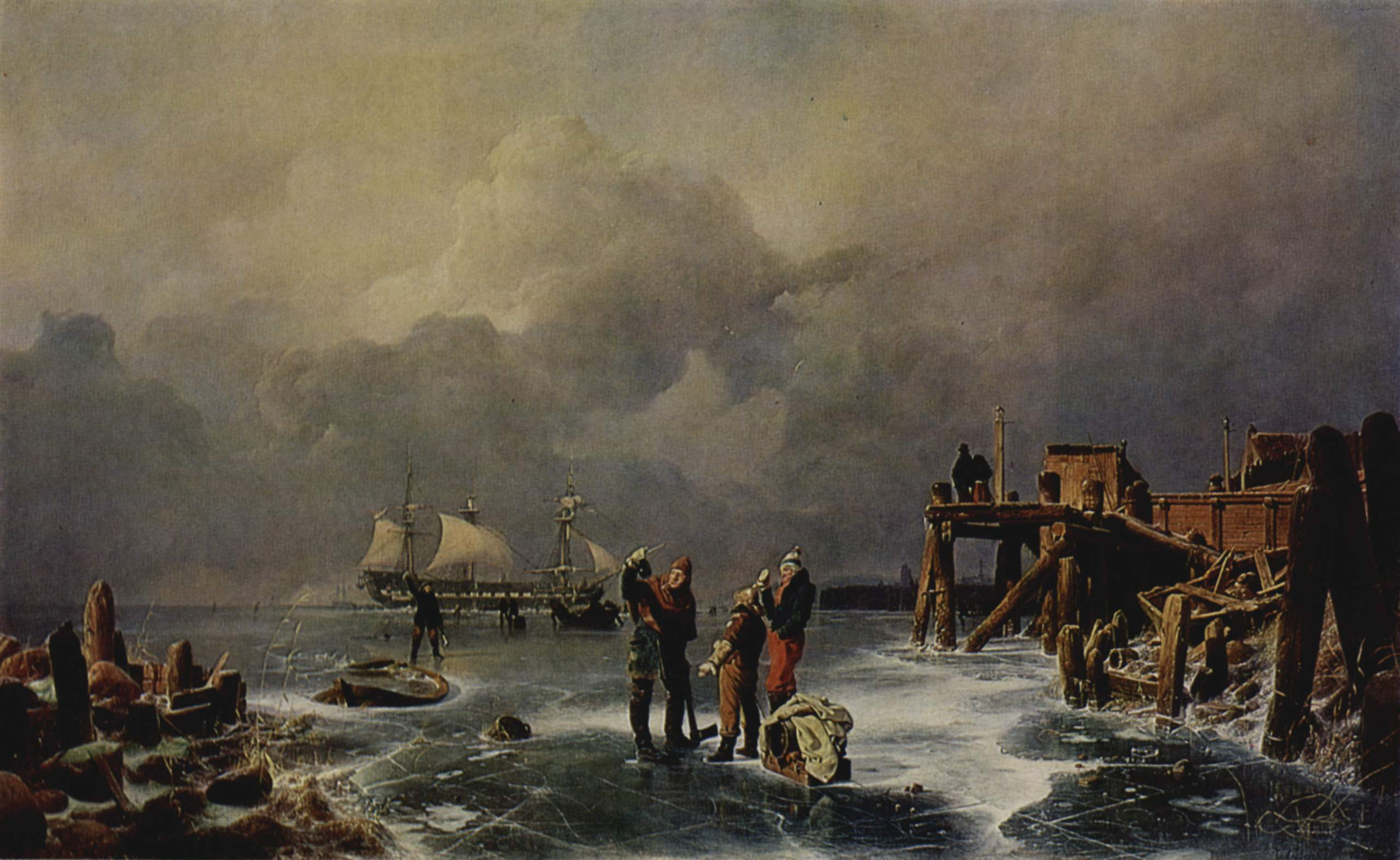
Befagyott tenger partja, 1839, olaj, vászon, Ermitázs

Andreas Achenbach, (Kassel, 1815. szeptember 29.  – Düsseldorf, 1910. április 10.) német tájképfestő, Oswald Achenbach festő fivére.

## Életpályája
A düsseldorfi festőiskolában (Düsseldorfer Malerschule) tanult. Hosszú és ismételt utazásai alatt, melyeket úgy Európa északi részein, mint a déli országokban tett, elsőrendű tájképfestővé fejlődött. Főleg a zord északi vidékeket és hosszabb itáliai útja során a campagnai tájakat örökítette meg.
Tanárként is nagy befolyást gyakorolt kora művészetére, főleg a német tengerfestőkre. Grafikái is alapos technikai felkészültségről tanúskodnak.
Jelentősége a tájképek realisztikus és mégis hangulatos fölfogásában rejlik, úgyhogy művei nem a természet eszményítését, hanem rendkívüli valósággal festett jellemzését mutatják. Főleg az északi zord tájakat, a zajló tengert, a norvég fjordok sötét erdeit, a holland tengerpartot kedveli, míg olaszországi tájképei kevésbé sikerültek.

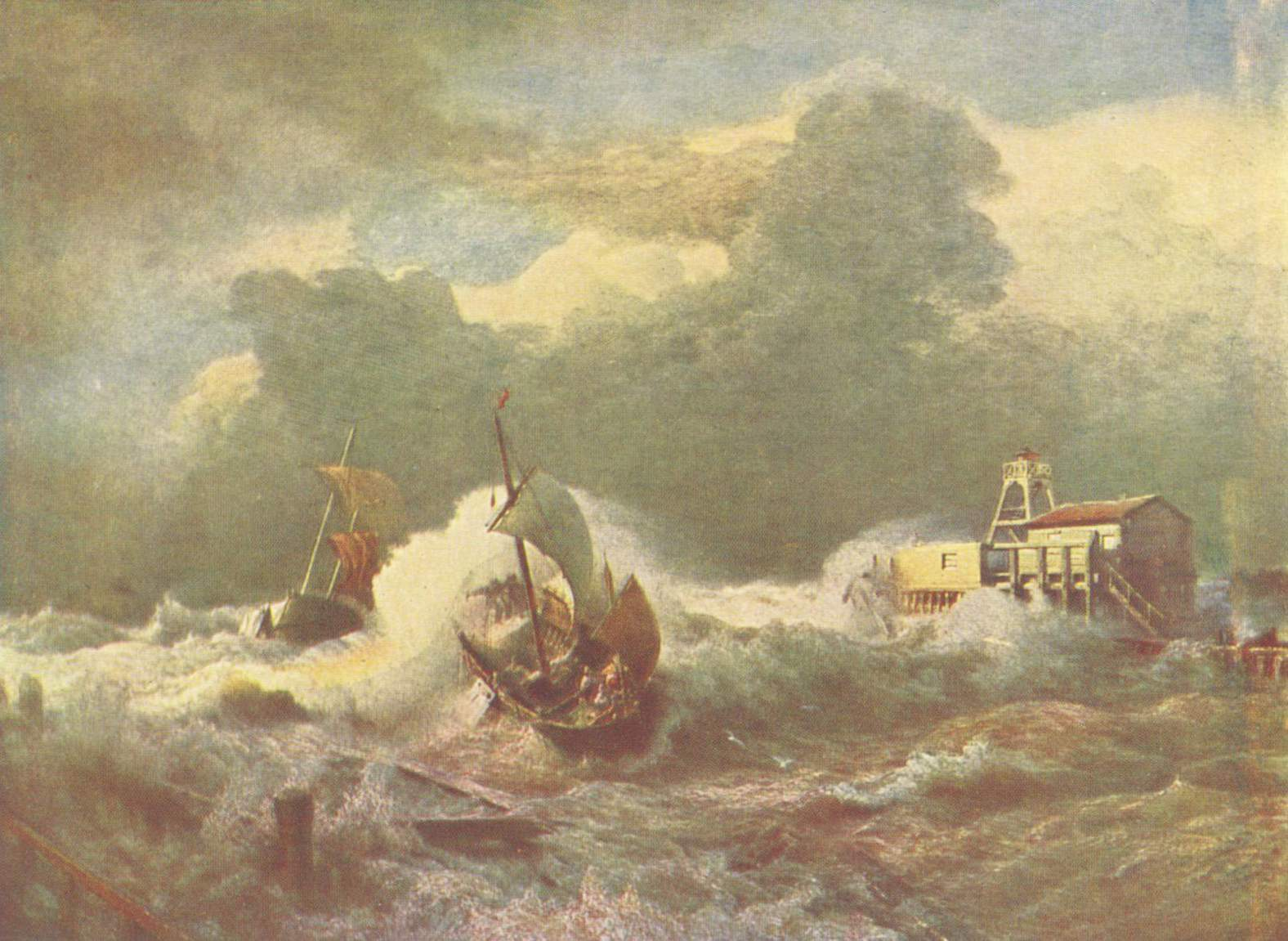
„Oostendei világítótorony”, 1887, Museum der Bildenden Künste, Lipcse

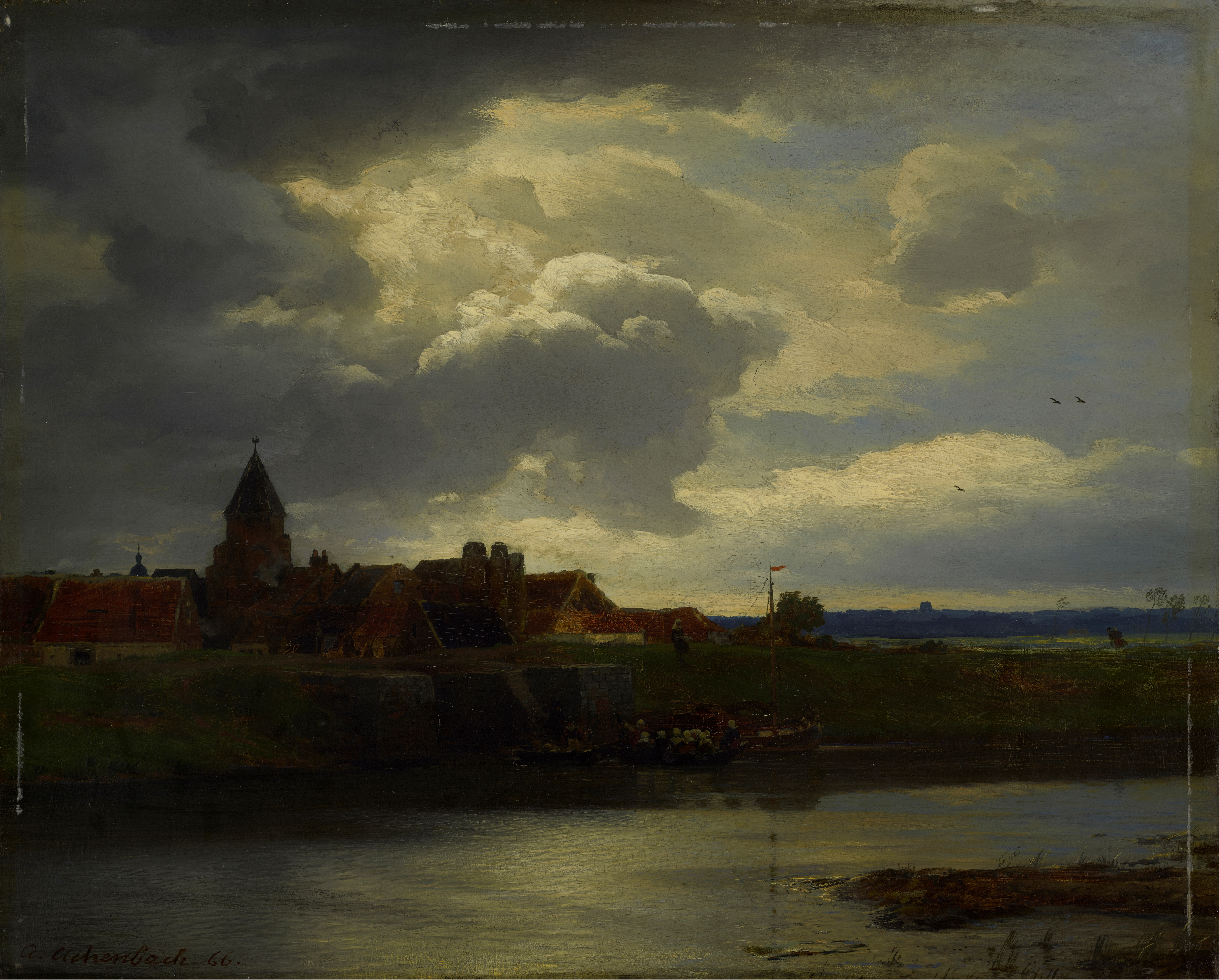
„Tájkép folyóval”, 1866, olaj, vászon, Ermitázs

## Főbb művei
- „Die alte Akademie in Düsseldorf”, 1831, Düsseldorf, Kunstmuseum Düsseldorf
- „Vater Hermann Achenbach”, 1834, kiállítva először 2006-ban, magántulajdon
- „Mutter Christine Achenbach geb. Zilch”, 1834, kiállítva először 2006-ban, magántulajdon
- „Hardanger Fjord” 1835 Düsseldorfer Galerie
- „Seesturm”, 1836, München, Neue Pinakothek
- „Norwegische Landschaft”, 1838, Karlsruhe, Kunsthalle Karlsruhe
- „Untergang des Dampfschiffes 'Der Präsident'” (a Präsident gőzös elmerülése), 1838, ismeretlen helyen
- „Landschaft mit der Kirche von Schwarzrheindorf”, 1839, Dortmund, Museum für Kunst und Kulturgeschichte
- Őszi reggel a pontiumi mocsarak közt, 1846, Münchener Pinakothek
- „Am Meeresstrand”, 1852, Freiburg im Breisgau, Augustinermuseum
- „Niederländische Landschaft”, 1865, Stuttgart, Staatsgalerie Stuttgart
- „Gebirgslandschaft”, 1866, Köln, Wallraf-Richartz-Museum)
- „Holländischer Hafen” 1866 Neue Nationalgalerie Berlin
- „Im Hafen von Ostende”, 1866, Berlin, Nationalgalerie
- „Westfälische Wassermühle”, 1869 Lipcse, Museum der bildenden Künste
- „Leuchtturm bei Ostende”, 1887
- „Amsterdamer Gracht” ? Dresden ?

## Kapcsolódó szócikk
Festőművészek listája